# برونیتسه
برونیتسه (به چکی: Břevnice) یک منطقهٔ مسکونی در جمهوری چک است که در ناحیه هاولیتشکوف برود واقع شده‌است. برونیتسه ۳٫۳۶ کیلومتر مربع مساحت و ۱۴۹ نفر جمعیت دارد و ۴۳۵ متر بالاتر از سطح دریا واقع شده‌است.